# Stenhomalus eggeri
Stenhomalus eggeri là một loài bọ cánh cứng trong họ Cerambycidae.